# Apil-Sîn
Apil-Sîn est un roi de la première dynastie de Babylone, monté sur le trône à la mort de son père Sabium, dont le règne a duré de 1830 à 1813 av. J.-C.
Il poursuit la consolidation du royaume babylonien. Il entreprend des travaux de fortification au cœur de son royaume, à Babylone, et également à Borsippa. Alors que le règne de son père avait été marqué par la lutte contre Larsa, au sud, Apil-Sîn est surtout actif vers le nord. Il s'étend vers le nord-est le long de la rive droite du Tigre vers les cités de Mankisum et Upu (Opis), pour parvenir au contact du grand royaume de la vallée de la Diyala, Eshnunna. Il y construit ou restaure une forteresse, Kar-Shamash (« Port/Quai de Shamash »). Il érige également une forteresse dans la région de Sippar, qu'il nomme d'après lui, Dur-Apil-Sîn (« Fort Apil-Sîn »), qui sert manifestement aussi à consolider sa domination vers le cours du Tigre. Néanmoins Eshnunna semble avoir réagi et regagné du terrain dans les premières années du règne de Naram-Sîn (après 1818). 
Son fils Sîn-muballit lui succède à sa mort.